# جوزيف ألبرت رايلي
جوزيف ألبرت رايلي (بالإنجليزية: Joseph Albert Riley)‏ هو شخصية أعمال أسترالي، ولد في 1869، وتوفي في 6 يناير 1940.